# Roller Hockey Scandiano
Il Roller Hockey Scandiano è una società italiana di hockey su pista con sede a Scandiano. I suoi colori sociali sono il rosso e il blu. Dal 1980 al 2008, prima della rifondazione, era nota col nome di Rotellistica Scandianese.

## Cronistoria
| Cronistoria del Roller Hockey Scandiano |
| --- |
| - 1980 – Nasce la Rotellistica Scandianese - 1980-1981 - - 1981-1982 - - 1982-1983 - - 1983-1984 - - 1984-1985 - - 1985-1986 - - 1986-1987 - - 1987-1988 - - 1988-1989 - - 1989-1990 - - 1990-1991 - - 1991-1992 - - 1992-1993 - - 1993-1994 - - 1994-1995 - - 1995-1996 - - 1996-1997 - 10º in Serie A1. - 1997-1998 - 7º in Serie A1. - 1998-1999 - 4º in Serie A1. Eliminato in semifinale di Coppa Italia. - 1999-2000 - 5º in Serie A1, eliminato in semifinale dei play-off scudetto. Eliminato agli ottavi di finale dell'Eurolega - 2000-2001 - 11º in Serie A1. Retrocesso in Serie A2 Eliminato alla prima fase della Coppa Italia. Eliminata agli ottavi di finale della Coppa CERS Rinuncia alla serie A2 e riparte dalla in serie B. - 2001-2002 - 1º in Serie B girone B, vince la poule promozione. Promosso in Serie A2 Rinuncia alla serie A2 e rimane in serie B. - 2002-2003 - 4ª in Serie B girone B. - 2003-2004 - Attività giovanile - 2004-2005 - 6ª in Serie B girone C. - 2005-2006 - 4ª in Serie B girone B. - 2006-2007 - 2ª in Serie B girone B. - 2007-2008 - 1ª in Serie B girone B, eliminato in semifinale della fase finale. - 2008 – Al termine della stagione sportiva 2007-2008, la Rotellistica Scandianese cessa l'attività sportiva. - 2008 – Viene costituita una nuova società con la denominazione di Hockey Roller Scandiano che prende parte al campionato di Serie B. - 2008-2009 - 1º in Serie B girone B, 2º alla fase finale. Promosso in Serie A2 - 2009-2010 - 8º in Serie A2. - 2010-2011 - 11º in Serie A2. Retrocesso in Serie B - 2011-2012 - 1º in Serie B girone B, vince la fase finale. Promosso in Serie A2 - 2012-2013 - 7º in Serie A2. - 2013-2014 - 7º in Serie A2. - 2014-2015 - 7º in Serie A2. - 2015-2016 - 4º in Serie A2, eliminato in semifinale dei play-off promozione. - 2016-2017 - 1º in Serie A2. Promosso in Serie A1 - 2017-2018 – 12º in Serie A1. - 2018-2019 – 10º in Serie A1. Eliminato alla fase a gironi della Federation Cup. - 2019-2020 – 5º in Serie A1. - 2020-2021 – 13º in Serie A1, retrocesso dopo Play Out. - 2021-2022 – 6º in Serie A2, Girone A. - 2022-2023 – 4º in Serie A2, Girone A. |

## Palmarès

### Altre competizioni
- Campionato italiano di serie B/A2: 1

2016-2017
- Coppa Italia/Lega A2: 2

2015-2016, 2016-2017

## Statistiche

### Partecipazioni ai campionati
Nella presente tabella sono riportati esclusivamente i campionati menzionati nella sezione cronologia.
| Livello | Categoria | Partecipazioni | Debutto   | Ultima stagione | Totale |
| ------- | --------- | -------------- | --------- | --------------- | ------ |
| 1º      | Serie A1  | 10             | 1996-1997 | 2020-2021       | 8      |
| 2º      | Serie A2  | 7              | 2009-2010 | 2022-2023       | 9      |
| 3º      | Serie B   | 8              | 2001-2002 | 2011-2012       | 8      |

### Partecipazioni alle coppe europee
| Competizione | Partecipazioni | Debutto   | Ultima stagione | Miglior risultato              |
| ------------ | -------------- | --------- | --------------- | ------------------------------ |
| Eurolega     | 1              | 1999-2000 | 1999-2000       | Ottavi di finale nel 1999-2000 |
| Coppa CERS   | 1              | 2000-2001 | 2000-2001       | Ottavi di finale nel 2000-2001 |

## Organico

### Giocatori
Dati tratti dal sito internet ufficiale della Federazione Italiana Sport Rotellistici aggiornata alla stagione 2013-2024.
| N° | Naz.              | Ruolo    | Sportivo                 |  |  |  |
| -- | ----------------- | -------- | ------------------------ |  |  |  |
| 1  | Italia (bandiera) | Portiere | Matteo Vecchi            |  |  |  |
| 4  | Italia (bandiera) | Esterno  | Tommaso Montecroci       |  |  |  |
| 5  | Italia (bandiera) | Esterno  | Nicolò Busani            |  |  |  |
| 7  | Italia (bandiera) | Esterno  | Davide Deinite           |  |  |  |
| 9  | Spagna (bandiera) | Esterno  | Alejandro Bouza Rocha    |  |  |  |
| 11 | Italia (bandiera) | Esterno  | Gioele Ganassi           |  |  |  |
| 19 | Italia (bandiera) | Esterno  | Ernest Khakonga Cinquini |  |  |  |
| 29 | Italia (bandiera) | Esterno  | Lorenzo Barbieri         |  |  |  |
| 55 | Italia (bandiera) | Esterno  | Riccardo Busani          |  |  |  |
| 71 | Italia (bandiera) | Portiere | Jacopo Raveggi           |  |  |  |
| 77 | Italia (bandiera) | Esterno  | Filippo Fontanesi        |  |  |  |

### Staff tecnico
- 1º Allenatore:  Alessandro Cupisti
- 2º Allenatore:
- Meccanico: